# Anchiale insularis
Anchiale insularis är en insektsart som beskrevs av Kirby 1904. Anchiale insularis ingår i släktet Anchiale och familjen Phasmatidae. Inga underarter finns listade i Catalogue of Life.